# Love You I Do
Love You I Do ist ein von Siedah Garrett und Henry Krieger für den Film Dreamgirls geschriebenes Lied. Es wurde in dem Film von Jennifer Hudson gesungen. Garret und Krieger wurden bei den Grammy Awards 2008 für das R&B-Lied als bestes Lied für Film und Fernsehen ausgezeichnet. Das Lied wurde als bester Filmsong sowohl bei der Oscarverleihung 2007 als auch bei den Golden Globe Awards 2007 nominiert.

## Veröffentlichung
Das Lied ist das fünfte Stück auf dem 2007 veröffentlichtem Soundtrack zu Dreamgirls.
Am 1. Oktober 2011 erreichte der Song Platz 80 der Britischen Charts, konnte sich aber nur eine Woche halten.

## Hintergrund
Jennifer Hudson war, als sie für den Film engagiert wurde lediglich als Teilnehmerin bei American Idol aufgefallen und hatte den Traum als Sängerin bekannt zu werden. Ihre Darstellung der Effie White trug aber nicht nur zur Nominierung des Liedes, sondern auch zur Verleihung des Oscars als beste Nebendarstellerin bei. Ihre Karriere erhielt hierdurch eine Änderung zur Schauspielerei. Die Kritik sah aber ihre Performance mit dem Lied And I Am Telling You I’m Not Going als beeindruckender.

## Auszeichnungen
- Das Lied gewann 2008 den Grammy in der Kategorie Best Song Written for a Motion Picture, Television or Other Visual Media[6]
- Love You I Do wurde, wie auch die Lieder Listen (gesungen von Beyoncé Knowles) und Patience (gesungen von Eddie Murphy, Anika Noni Rose und Keith Robinson) aus dem Film Dreamgirls 2007 in der Sparte Bester Song für den Oscar nominiert. Die Auszeichnung ging aber an Melissa Etheridges Lied I Need to Wake Up in Eine unbequeme Wahrheit.[7] Es war das letzte Jahr, indem es möglich war, dass drei Lieder aus demselben Film nominiert werden konnten. Die Regeln wurden für die Oscarverleihung 2008 geändert und begrenzt auf maximal zwei Lieder pro Film.[8]
- Bei den 11. Satellite Awards 2006 war Love You I Do als Bester Filmsong nominiert.[9]
- Auch bei den 11. OFTA Awards (2006) war Love You I Do zusammen mit Listen und Patience als Best Original Song nominiert. Der OFTA Award ging an Listen.[10]